# Возняк, Михаил Степанович
Михаил Степанович Возняк (3 октября 1881, Волька Мазовецкая, Королевство Галиция и Лодомерия — 20 ноября 1954, Львов) — украинский литературовед, член Коммунистической партии с 1951. Академик АН УССР с 1929.

## Биография
Родился в бедной крестьянской семье.

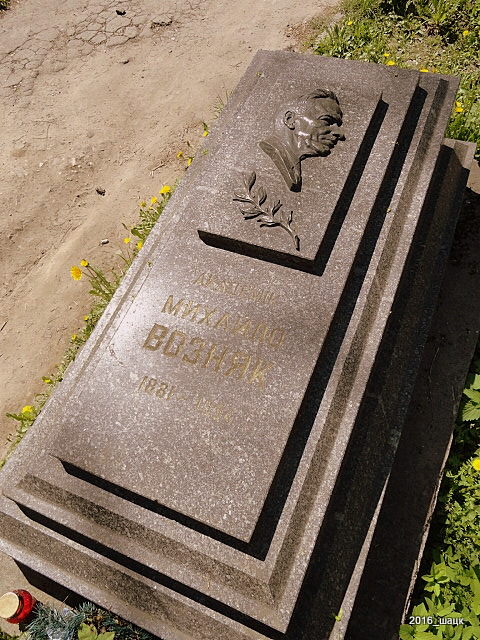
Памятник на могиле Михаила Возняка во Львове на Лычаковском кладбище

В 1908 окончил философский факультет Львовского университета. До 1914 работал учителем в гимназиях Львова.
В годы 1 мировой войны вошёл в состав проавстрийской националистической организации «Спилка вызволення Украины». В 1920—1939 работал в редакциях журналов «Вікна», «Культура» и др. С 1939 профессор, с 1944 — зав. кафедры украинской литературы Львовского университета, с 1951 — завотделом укр. литературы Института общественных наук АН УССР во Львове.
Печататься начал в 1902 году. Автор около 600 научных работ — монографий, статей, рецензий, публикаций. Написал ряд работ о писателях XIX — нач. XX вв.: И. П. Котляревском, Т. Г. Шевченко, М. С. Шашкевиче, Марко Вовчок, И. С. Нечуе-Левицком, Лесе Украинке и др. Опубликовал материалы из наследия писателя И. Франко, редактировал его произведения, написал монографию о жизни и творчестве Франко.

## Сочинения
- Філологічні праці І. Могильницкого, Львів, 1910;
- Галицькі граматики української мови…, Львів, 1911;
- Матеріали до історії української пісні і вірші, т. 1—3, Львів, 1913—25 (публикация и комментарии);
- Початки української комедії 1919;
- Історія української литератури (1920—24)
- Хто ж автор так званого літопису Самовидця 1933;
- Кирило-Методіївське братство, Львів, 1921;
- Як пробудилося українське народне життя в Галичинi за Австрiї. — Львів, 1924. — 180 с.
- Псевдо-Кониський і псевдо-Полетика 1939;
- Григорий Квітка-Основ’яненко, К., 1946;
- Титан праці, Львів, 1946;
- Українська народні казки, кн. 1—3, К., 1946—1948 (сост.);
- Іван Франко — популяризатор передової російської літератури, К., 1953;
- Письменницька діяльність Івана Борецького на Волині і у Львові, Львів, 1954;
- З життя і творчості Івана Франка, К., 1955;
- Нариси про світогляд Івана Франка, Львів, 1955;
- Велетень думки і праці. Шлях життя і боротьби Івана Франка, К., 1958.